# Robertia braueri
Robertia braueri är en spindelart som först beskrevs av Simon 1898.  Robertia braueri ingår i släktet Robertia och familjen klotspindlar.
Artens utbredningsområde är Seychellerna. Inga underarter finns listade i Catalogue of Life.